# Avril 2023
Avril 2023 est le quatrième mois de l'année 2023.

## Événements
- 25 mars au 29 avril : 28e édition du Tournoi des Six Nations féminin.
- 1er avril :
  - la Russie assume la présidence du Conseil de sécurité des Nations unies dans le cadre de la rotation mensuelle entre les 15 membres, malgré les protestations de l'Ukraine[1] ;
  - après plusieurs mois de discussions, la Turquie approuve officiellement l'intégration de la Finlande dans l'OTAN[2].
- 2 avril :
  - élections législatives en Andorre, la coalition libérale, conduite par le Premier ministre Xavier Espot Zamora, remporte la majorité absolue des sièges au Conseil général ;
  - élections législatives en Bulgarie, le GERB arrive en tête, mais le scrutin est encore un échec, aucun camp n'obtenant la majorité absolue ;
  - élections législatives en Finlande, le Kok étant arrivé en tête, la formation d'un nouveau gouvernement de coalition mené par Petteri Orpo est attendue ;
  - élection présidentielle au Monténégro (2e tour), Jakov Milatović est élu ;
  - un attentat à la bombe à Saint-Pétersbourg  (Russie) fait un mort ;
  - en France, les Parisiens votent pour interdire les trottinettes électriques en libre-service[3].
- 4 avril : la Finlande rejoint officiellement l’OTAN.
- 5 avril : en Israël, la police prend d'assaut la mosquée al-Aqsa à Jérusalem en réponse à des émeutes, blessant sept Palestiniens et déclenchant des affrontements en Cisjordanie et à Gaza, d'où neuf roquettes ont été lancées[4].
- 5 au 16 avril : championnat du monde féminin de hockey sur glace au Canada.
- 7 avril au 1er mai : championnat du monde d'échecs à Astana, au Kazakhstan.
- 8 avril : la Chine lance un exercice militaire d'encerclement de Taïwan pendant trois jours[5].
- 10 avril :
  - aux États-Unis, une fusillade à Louisville (Kentucky) fait cinq morts ;
  - des responsables américains confirment que des documents top secrets du gouvernement américain relatifs à la guerre en Ukraine ont été divulgués sur les réseaux sociaux, révélant des détails sur les vulnérabilités militaires ukrainiennes[6].
- 11 avril : en Birmanie, au moins 100 personnes sont tuées dans une frappe aérienne de la junte dans le village de Pazigyi (canton de Kanbalu) dans la région de Sagaing, lors de la troisième attaque civile majeure depuis le début de l'offensive de la junte à Sagaing en février.
- 12 avril : la Corée du Nord lance un missile balistique vers le nord du Japon, provoquant des ordres d'évacuation à Hokkaidō, avant que le missile ne tombe à la mer[7].
- 14 avril : 
  - la sonde européenne Juice est lancée de Kourou (Guyane) vers les satellites naturels de Jupiter ;
  - début des découvertes des victimes de la secte apocalyptique de l'Église internationale de Bonne Nouvelle au Kenya, 424 corps retrouvés et 95 personnes secourues au 20 août[8],[9].
- 15 avril : des combats éclatent au Soudan trois jours après la mobilisation des forces paramilitaires de soutien rapide. Les FSR affirment avoir capturé l'aéroport international et le palais présidentiel de Khartoum[10] (voir aussi Campagne du Darfour).
- 15 avril au 1er mai : championnat du monde de snooker à Sheffield (Angleterre).
- 16 et 30 avril : élections territoriales en Polynésie française.
- 18 avril : 
  - le Parlement européen vote pour accorder l'exemption de visa aux citoyens du Kosovo dans tout pays faisant partie de l'espace Schengen, la mesure entrera en vigueur au plus tard en janvier 2024[11];
  - le fonctionnement de l'un des cycles de 819 jours du calendrier maya est expliqué à l'aide des périodes synodiques de cinq planètes du système solaire par deux chercheurs de l'université de Cambridge.
- 19 avril :
  - le CEA et le CNRS annoncent la découverte d'un nouveau type de virus planctonique Mirusvirus ;
  - au moins 90 personnes sont tuées et 322 autres sont blessées dans un écrasement de foule à Sanaa au Yémen.
- 20 avril :
  - éclipse solaire hybride ;
  - élections sénatoriales au Bhoutan ;
  - au Burkina Faso, 150 à 200 civils sont massacrés à Karma par des militaires des Forces armées du Burkina Faso.
- 24 avril : 
  - une cinquantaine de corps des membres de l'Église internationale de Bonne Nouvelle sont exhumés d'une forêt au Kenya après un suicide collectif[12], le bilan provisoire au 17 mai est de 226 morts[13],[14]
  - début de l'Opération Wuambushu à Mayotte.
- 27 avril : une attaque contre une base militaire burkinabé dans la région Est du Burkina Faso par des djihadistes tue 33 soldats burkinabés. Au cours de l'attaque, les soldats ont affirmé avoir tué 40 des djihadistes avant l'arrivée des renforts gouvernementaux[15].
- 30 avril :
  - élections générales au Paraguay, Santiago Peña est élu président ;
  - référendum constitutionnel en Ouzbékistan.